# Čašić Dolac
Čašić Dolac (cirill betűkkel Чашић Долац), település Szerbiában, a Raškai körzet Novi Pazar községében.

## Népesség
- 1948-ban 243 lakosa volt.
- 1953-ban 251 lakosa volt.
- 1961-ben 259 lakosa volt.
- 1971-ben 238 lakosa volt.
- 1981-ben 206 lakosa volt.
- 1991-ben 101 lakosa volt.
- 2002-ben 76 lakosa volt, akik mindannyian bosnyákok.